# Heye (ort)
Heye (kinesiska: 荷叶) är en ort i Kina. Den ligger i provinsen Sichuan, i den sydvästra delen av landet, omkring 290 kilometer norr om provinshuvudstaden Chengdu. Antalet invånare är 146.
Runt Heye är det glesbefolkat, med 13 invånare per kvadratkilometer. Det finns inga andra samhällen i närheten. I omgivningarna runt Heye växer i huvudsak blandskog.
Genomsnittlig årsnederbörd är 882 millimeter. Den regnigaste månaden är juli, med i genomsnitt 189 mm nederbörd, och den torraste är december, med 4 mm nederbörd.